# Cachún cachún ra ra!
Cachún cachún ra ra! é um programa de comédia mexicano exibido pela Canal de las Estrellas de 1981 a 1987. Laura Flores, Victoria Ruffo, Alejandro Tommasi, Fernando Ciangherotti, Edith González, Erika Buenfil e Leticia Perdigón foram os atores principais do programa produzido por Luis de Llano Macedo.

## Elenco
| Ator                | Personagem         |
| ------------------- | ------------------ |
| Viridiana Alatriste | Viri               |
| Pedro Damián        | Prof. Buenrostro   |
| Paco del Toro       | Paco               |
| Rosita Pelayo       | Rocío              |
| Anabel Ferreira     | Anabelle           |
| Adriana Laffan      | Tina               |
| Alma Delfina        | Baby               |
| Ernesto Laguardia   | Neto               |
| Ari Telch           | David              |
| Martha Zavaleta     | Bonilla "Godzilla" |
| Socorro Bonilla     | Prof. Valladares   |

## Prêmios e indicações
| Ano  | Premiação  | Categoria                  | Indicado(a)          | Resultado |
| ---- | ---------- | -------------------------- | -------------------- | --------- |
| 1985 | TVyNovelas | Melhor programa de comédia | Luis de Llano Macedo | Venceu    |
| 1984 | TVyNovelas | Melhor programa de comédia | Luis de Llano Macedo | Venceu    |
| 1983 | TVyNovelas | Melhor programa de comédia | Luis de Llano Macedo | Venceu    |